# Премия Ромуло Гальегоса
Премия Ро́муло Галье́госа (исп. Premio Rómulo Gallegos, Premio Internacional de Novela Rómulo Gallegos) — литературная премия за испаноязычный роман, учрежденная 6 августа 1964 года декретом президента Венесуэлы в честь выдающегося венесуэльского писателя и политического деятеля Ромуло Гальегоса.

## История
Премия была учреждена в период «бума» латиноамериканской романистики  и первоначально присуждалась лишь писателям Латинской Америки — имена трех первых лауреатов премии как раз и обозначили упомянутый бум. С 1995 премия присуждается испаноязычным авторам романов, написанных в течение двух последних лет, вне зависимости от страны их происхождения и проживания — первым из таковых стал испанский писатель Хавьер Мариас.
Вначале премия присуждалась каждые пять лет, с 1987 вручается каждые два года. В настоящее время премия — наряду с носящей имя Хуана Рульфо — расценивается как крупнейшая литературная награда Латинской Америки.

## Процедура
Решение принимается большинством жюри, которое в настоящее время состоит из пяти критиков, представляющих четыре латиноамериканские страны — Венесуэлу, Кубу, Чили и Эквадор. Премия присуждается правительством Венесуэлы через Центр латиноамериканских исследований имени Ромуло Гальегоса (CELARG).
Победитель получает золотую медаль, диплом и денежное вознаграждение в 100 тысяч евро. Церемония награждения проходит в день рождения Ромуло Гальегоса — 2 августа.

## Победители и премированные произведения
- 1967 — Марио Варгас Льоса Зеленый дом ( Перу)
- 1972 — Габриэль Гарсиа Маркес Сто лет одиночества ( Колумбия)
- 1977 — Карлос Фуэнтес Terra Nostra ( Мексика)
- 1982 — Фернандо дель Пасо Палинур Мексиканский ( Мексика)
- 1987 — Абель Поссе Райские псы ( Аргентина)
- 1989 — Мануэль Мехия Вальехо[англ.] Дом под двумя пальмами ( Колумбия)
- 1991 — Артуро Услар Пьетри Путешествие во времени ( Венесуэла)
- 1993 — Мемпо Джардинелли[англ.] Инквизиция памяти ( Аргентина)
- 1995 — Хавьер Мариас В час битвы завтра вспомни обо мне ( Испания)
- 1997 — Анхелес Мастретта[англ.] Любовная болезнь ( Мексика)
- 1999 — Роберто Боланьо Озверевшие сыщики ( Чили)
- 2001 — Энрике Вила-Матас Путь по вертикали ( Испания)
- 2003 — Фернандо Вальехо Пропасть ( Колумбия)
- 2005 — Исаак Роса Никчемное прошлое ( Испания)
- 2007 — Элена Понятовска Поезд проходит первым ( Мексика)
- 2009 — Вильям Оспина[исп.] Страна пряностей ( Колумбия)
- 2011 — Рикардо Пилья Blanco nocturno ( Аргентина)
- 2013 — Эдуардо Лало[англ.] Simone ( Пуэрто-Рико)
- 2015 — Пабло Монтойя[исп.] Tríptico de la Infamia ( Колумбия)

## Финалисты (писатели, попавшие в шорт-лист премии)
- 1967 — Хуан Карлос Онетти Juntacadáveres ( Уругвай)
- 1972 — Хуан Бенет Una meditación ( Испания)
- 1972 — Гильермо Кабрера Инфанте Три грустных тигра ( Куба)
- 1972 — Мигель Отеро Сильва Когда хочется плакать, не плачу ( Венесуэла)
- 1982 — Мигель Отеро Сильва Лопе де Агирре, князь свободы ( Венесуэла)
- 1982 — Гильермо Кабрера Инфанте La Habana para un infante difunto ( Куба)
- 1982 — Серхио Рамирес Ты боишься крови? ( Никарагуа)
- 1982 — Абель Поссе Daimón ( Аргентина)
- 1982 — Артуро Услар Пьетри La isla de Robinsón ( Венесуэла)
- 1982 — Альваро Мутис Amirbar ( Колумбия)
- 1982 — Фернандо Алегрия La rebelión de los placeres ( Чили)
- 1987 — Хосе Доносо La desesperanza ( Чили)
- 1987 — Альфредо Брисе Эченике El hombre que hablaba de Octavia de Cádiz ( Перу)
- 1987 — Лисандро Отеро Пора ангелов ( Куба)
- 1989 — Хесус Диас Las iniciales de la tierra ( Куба)
- 1989 — Серхио Рамирес Castigo divino ( Никарагуа)
- 1999 — Хесус Диас Dime algo sobre Cuba ( Куба)
- 1999 — Серхио Рамирес Margarita, está linda la mar ( Никарагуа)
- 1999 — Элисео Альберто Caracol Beach ( Куба)
- 1999 — Антонио Муньос Молина Plenilunio ( Испания)
- 2005 — Альмудена Грандес Castillos de cartón ( Испания)
- 2005 — Давид Тоскана El ultimo lector ( Мексика)
- 2005 — Хуан Вильоро El testigo ( Мексика)
- 2005 — Хорхе Анхель Перес Fumando espero ( Куба)
- 2005 — Хуан Клаудио Лечин Пир женолюбов ( Боливия)
- 2013 — Хуан Вильоро Arrecife ( Мексика)
- 2013 — Родриго Рей Роса Los sordos ( Гватемала)
- 2013 — Диего Трельес Пас Bioy ( Перу)
- 2013 — Сильвия Лаго Desde la penumbra ( Уругвай)
- 2013 — Алехандро Самбра Formas de volver a casa ( Чили)
- 2013 — Перла Суэс Humo rojo ( Аргентина)
- 2013 — Хосе Наполеон Оропеса Las puertas ocultas ( Венесуэла)
- 2013 — Альберто Чималь La torre y el jardín ( Мексика)
- 2013 — Луис Матео Диас Pájaro sin vuelo ( Испания)
- 2013 — Луис Карлос Барраган Кастро Vagabunda Bogotá ( Колумбия)